# Stazione di Wexford
La stazione di Wexford (in inglese Wexford railway station) è una stazione ferroviaria che fornisce servizio a Wexford, contea di Wexford, Irlanda. Attualmente la linea che vi passa è l'Intercity Dublino–Rosslare. La stazione è dotata di un solo binario ed è controllata, dall'aprile 2008, tramite il Comando Centralizzato del Traffico che si trova a Dublino Connolly. La stazione, che fu aperta il 17 agosto 1874, è dotata di personale e di servizi anche per le persone disabili.
Fu intitolata, il 10 aprile del 1966, a Michael O'Hanrahan, uno dei leader della Rivolta di Pasqua del 1916. 

## Servizi ferroviari
- Intercity Dublino–Rosslare

## Servizi
- Biglietteria self-service
- Capolinea autolinee.
- Servizi igienici
- Biglietteria a sportello